# トラクスタン (原子力ミサイル巡洋艦)
トラクスタン（USS Truxtun, DLGN-35/CGN-35）は、アメリカ海軍の原子力ミサイル・フリゲート（DLGN）。また1975年の類別変更以降はミサイル巡洋艦 (CG) に再分類された。アメリカ海軍における4番目の原子力水上艦であり、基本的にはベルナップ級を核動力化した設計となっている。基本計画番号はSCB-222。建造費は1億3867万ドル。
艦名はトーマス・トラクスタン代将に因む。同名の米軍艦としては5隻目。

## 来歴
1955年8月17日にアーレイ・バーク大将が海軍作戦部長（CNO）に就任すると、アメリカ海軍では原子力水上艦の整備が推進されることとなり、1957年度で原子力ミサイル巡洋艦（CGN）「ロングビーチ」、1958年度で原子力空母「エンタープライズ」、1959年度で原子力ミサイル・フリゲート（DLGN）「ベインブリッジ」が順次に建造された。
1957年にはCVAN 6隻、CGN 6隻とDLGN 16隻の整備が検討されていたものの、原子力艦の建造費が予想外に嵩んだことから、1960年度以降、原子力艦の建造は要求されなかった。しかし大西洋艦隊を中心として、「ベインブリッジ」の同型艦の建造を求める動きは根強かった。1962年度では、通常動力型のベルナップ級7隻の建造が要求されたが、議会は、このうち1隻を原子力艦にするように計画を修正した。
当初は、リスク低減のため「ベインブリッジ」の同型艦として検討されていたが、同艦のAN/SQS-23よりも強力で低周波のAN/SQS-26を搭載することが求められたことから、同艦の原型となったリーヒ級がベルナップ級に発展したのと同様に、同艦をもとにした発展型とされることになった。これによって建造されたのが本艦である。

## 設計
上記の経緯より、基本的にはベルナップ級の拡大改良型とされており、長船首楼型という船型も踏襲されている。ただしベルナップ級では船体前部にナックルが付されていたのに対し、本艦では廃止された。また核動力化に伴ってマック構造は廃止され、ラティス構造のマスト2本が設置されているのは「ベインブリッジ」と同様だが、本艦では更に巨大なものとなった。
機関は「ベインブリッジ」の構成が踏襲された。原子炉としてはゼネラル・エレクトリック社のD2Gが2基搭載された。これは加圧水型原子炉で、熱出力は100～120 MWt程度と推測されている。
なお電源容量は14,500キロワットとされている。

## 装備

### C4ISR
ベルナップ級は、海軍戦術情報システム（NTDS）および戦術データ・リンク装置（High-Capacity Communications System, HICAPCOM）を新造時から搭載した初の艦級であった。これは戦闘指揮所（CIC）の自動化を図るとともに艦隊内での情報共有を進めるものであり、これは本艦でも踏襲された。また本艦は旗艦としての設備を備えており、艦の乗員に加え、幕僚として士官6名と下士官兵12名を乗艦させることができる。
3次元レーダーはAN/SPS-48、対空捜索レーダーもAN/SPS-40、対水上捜索レーダーもAN/SPS-10と、いずれもベルナップ級の装備が踏襲された。また上記の経緯より、ソナーもAN/SQS-26をバウドームに収容して搭載した。その後、NTU改修に伴い、3次元レーダーはAN/SPS-48E、対空捜索レーダーはAN/SPS-49、対水上捜索レーダーもAN/SPS-67に更新された。

### 武器システム
シングル・エンダー配置となったのはベルナップ級と同様だが、同級では艦首側にテリア発射機、艦尾側に艦砲を備えていたのに対し、一部の将官は艦砲とミサイル発射機の配置は逆のほうが望ましいと考えていたことから、本艦ではそのように変更された。
この結果、テリア・システムは艦尾側に配置されることになり、艦尾甲板にMk.10 mod.7連装ミサイル発射機が、また後部上部構造物上にMk.76 mod.6 ミサイル射撃指揮装置2基が設置された。このMk.10 mod.7連装ミサイル発射機はベルナップ級でも搭載されていたものであり、ドラム型弾倉3個を設置して60発の収容弾数を確保したほか、艦対空ミサイルに加えてアスロック対潜ミサイルの運用にも対応している。艦対空ミサイルとしては、当初はテリア、後にSM-1ERが用いられており、NTU改修によってSM-2ERの運用にも対応した。
艦砲としては、54口径127mm単装速射砲（Mk.42 5インチ砲）1基と50口径76mm単装速射砲（Mk.34 3インチ砲）2基を搭載した。砲射撃指揮装置としてはMk.68を搭載した。また1980年の改修で3インチ砲は撤去され、ハープーン艦対艦ミサイルの4連装発射筒2基に換装された。その後、NTU改修の際にファランクス 20mmCIWSも搭載された。
対潜兵器としては、上記のアスロックのほか、533mm魚雷発射管（Mk.25）と324mm連装短魚雷発射管（Mk.32）がいずれも固定式に搭載されていたが、他の艦と同様にMk.25は後日撤去された。これらの対潜兵器を管制する水中攻撃指揮装置としてはMk.114が搭載された。
シングル・エンダー配置の恩恵として、本級はアメリカ海軍DLGNとして唯一、ヘリコプターを搭載・運用する能力を備えている。これはQH-50 DASHからの換装によるもので、艦載機としてはLAMPS Mk.IのSH-2Fを搭載する能力を付与された。
またNTU改修の際に、AN/WLR-1電波探知装置およびAN/SLQ-34電波妨害装置に加えて、AN/SLQ-32(V)3電波探知妨害装置、Mk 36 SRBOCが搭載された。

### 兵装・電装要目
|          | 新規建造時                                                                     | NTU改修後                     |
| -------- | ------------------------------------------------------------------------------ | ----------------------------- |
| 兵装     | 54口径127mm単装速射砲×1基                                                      | 54口径127mm単装速射砲×1基     |
| 兵装     | 50口径76mm単装速射砲×2基                                                       | Mk 15 20mmCIWS×2基            |
| 兵装     | Mk.10 mod.7連装ミサイル発射機×1基 ・テリア→スタンダードER SAM ・アスロック SUM |                               |
| 兵装     | 533mm魚雷発射管×2基                                                            | ハープーンSSM 4連装発射筒×2基 |
| 兵装     | 324mm連装短魚雷発射管×2基                                                      |                               |
| 艦載機   | QH-50 DASH                                                                     | SH-2F LAMPS×1機               |
| C4I      | NTDS戦術情報処理装置                                                           | NTDS戦術情報処理装置          |
| C4I      | WDS Mk.11                                                                      | WDS Mk.14                     |
| FCS      | Mk.76×2基 (SAM用)                                                              | Mk.76×2基 (SAM用)             |
| FCS      | Mk.68×1基 (5インチ砲用)                                                        |                               |
| FCS      | Mk.114 (水中用)                                                                |                               |
| レーダー | AN/SPS-48C 3次元式                                                             | AN/SPS-48E 3次元式            |
| レーダー | AN/SPS-40 対空捜索用                                                           | AN/SPS-49 対空捜索用          |
| レーダー | AN/SPS-10 対水上捜索用                                                         | AN/SPS-67 対水上捜索用        |
| ソナー   | AN/SQS-26 船首装備式                                                           | AN/SQS-26 船首装備式          |

## 艦歴

### 1960年代
トラクスタンは1963年6月17日にニュージャージー州カムデンのニューヨーク造船所で起工し、1964年12月19日にカービー・H・タッパン夫人およびスコット・アムステッド夫人によって進水し、1967年5月27日にデヴィッド・D・ワーク艦長の指揮下就役した。
トラクスタンは6月3日にカムデンを出港し西海岸に向かう。途中バージニア州ヨークタウンとノーフォーク、キューバのグアンタナモ湾、ブラジルのリオデジャネイロ、アルゼンチンのマル・デル・プラタに寄港した。7月10日にホーン岬をまわって太平洋に入り、チリのバルパライソ、メキシコのマサトランに寄港、7月29日に母港のカリフォルニア州ロングビーチに到着した。夏の終わりから秋にかけて公試を行い、11月に整調訓練を開始、10日と11日にオペレーション「ベル・アンカー」参加のため訓練を中断し、その後11月27日から12月3日まで演習「ブルー・ロータス」に参加した。
整調訓練を終えるとトラクスタンは1968年1月2日に太平洋西部に向けて出航する。7日と8日に真珠湾で停泊し、19日に長崎県佐世保に到着する。5日後、プエブロ号事件に対処するためトラクスタンは原子力空母「エンタープライズ」と共に佐世保を出航し日本海へ向かう。日本海での作戦活動は2月16日まで行われ、その後トラクスタンはベトナム沖合に向かう。19日と20日にスービック海軍基地で停泊した後、トンキン湾のヤンキー・ステーションに向かう。トラクスタンは極東での配備の大半をベトナム沖で過ごす。作戦地帯では探索救助任務を指揮し、北ベトナムのレーダー識別可能地帯で、空母「エンタープライズ」、「ボノム・リシャール」、「タイコンデロガ」の護衛任務に従事した。トラクスタンはシンガポール、香港、ダナン、スービック湾を訪れ、7月6日にスービック湾を出航、帰国の途に就き7月16日にロングビーチに到着した。
続く四ヶ月にわたってトラクスタンは西海岸で活動し、パイロットの飛行訓練を行う空母「レンジャー」、「キティホーク」、「エンタープライズ」および「ヨークタウン」の対空警護に従事した。11月中旬にトラクスタンは対潜戦の訓練艦となり、訓練生を乗艦させ潜水艦探索訓練を行った。12月初めにオーバーホール準備のためロングビーチに帰港し、1月にワシントン州ブレマートンに移動、ピュージェット・サウンド海軍造船所に入渠し4月まで改装が行われた。その後西海岸沿いの作戦活動を再開、9月23日に2度目の第7艦隊配備に向かった。
真珠湾に寄港した後、10月20日にスービック湾に到着する。トラクスタンはベトナム沿岸を巡航し、定期的に香港、シンガポール、スービック湾に寄港した。しかしながら、空母の護衛及びレーダー識別可能地帯での単独任務、探索救助艦任務を行いながら、平時の日本海における航空警戒の護衛や台湾海峡での偵察巡航も行った。極東を離れる直前に沖縄近海で演習を行い、1970年3月6日から11日まで最後の佐世保寄港を行った。

### 1970年代
3月23日にロングビーチに帰還すると、一連の検査および訓練巡航を行った。6月に40名の海軍士官学校生を乗艦させ、夏季訓練巡航を行う。巡航の前半では太平洋ミサイル試験海域でミサイル発射を行い、サンフランシスコとシアトルを訪問する。7月13日に真珠湾に向けてシアトルを出航、訓練巡航の後半に入る。7月29日にトラクスタンはロングビーチに帰還し、士官学校生を下艦させた後通常任務に復帰した。夏の残りは訓練及び様々な検査が行われた。10月16日から25日まで「サミュエル・ゴンパーズ」横に停泊し、信頼性試験が行われた。その後10月にもう一回訓練を行い、月末にはロングビーチ海軍造船所に入渠、11月2日から3ヶ月に及ぶ検査が行われた。
1971年1月中旬に作業が完了すると、定時の訓練及び対潜水艦戦演習を行い、その後再び太平洋に展開した。1971年1月2日にロングビーチに帰還、2月2日まで留まりその後真珠湾に向かう。ハワイに2日間停泊した後2月9日に極東に向けて出航、20日にスービック湾に到着する。この配備でトラクスタンはベトナム沿岸でのレーダー識別可能地帯におけるピケット艦任務、演習及び各種の試験に従事した。幾度か横須賀を訪問し、香港及びタイのサッタヒープも訪問した。更に4月後半には2日間の台湾海峡のパトロールも行った。
7月6日、配備の最終行程を完了し、トンキン湾を離れる。スービック湾を訪問した後10日にオーストラリアのフリーマントルに向かい、同地で7月の最終週を過ごした。サモアのパゴパゴ、真珠湾に寄港した後8月17日にロングビーチに到着し、配備後の調整作業に入った。9月末までトラクスタンは訪問者を受け入れ、砲術及びミサイル運用の試験、改善のための訓練を行った。10月第1週に艦の検査が行われ、8日にはLAMPSの信頼性試験が行われた。11月18日から12月9日まで公試後の信頼性試験および訓練が行われ、LAMPSの試験も行った。1971年12月14日には海軍航空システムコマンド (Naval Air Systems Command, NAVAIR) によるLAMPSの検査証明が行われた。
1972年の前半、トラクスタンは北米沿岸の母港を拠点として活動した。演習や訪問者の受け入れ、幾度かの検査を受け、6月の信頼性試験の後7月には4度目となる第7艦隊配備のための準備に入った。
トラクスタンは1995年9月11日に退役し、同日除籍された。その後スクラップとして廃棄された。
トラクスタンはベトナム戦争での功績で7つの従軍星章および海軍名誉部隊章を受章した。